# Leo Visser
Leo Visser (n. 13 ianuarie 1966, Haastrecht⁠(d), Olanda de Sud, Țările de Jos) este un patinator de viteză ce a reprezentat Regatul Țărilor de Jos, medaliat olimpic. A participat la 2 ediții ale Jocurilor Olimpice (1988, 1992) în care a câștigat o medalie de argint și 3 medalii de bronz.